# Chris Smalls
Christian Smalls (*4. července 1988, Hackensack, New Jersey, USA) je americký odborář známý svou rolí ve vedení organizace zaměstnanců Amazonu na Staten Islandu, od roku 2022 je prezidentem Amazon Labor Union (ALU).

## Životopis

### Raná léta
Smalls se narodil a vyrůstal v Hackensacku ve státě New Jersey v rodině svobodné matky, která pracovala jako administrátorka v nemocnici. Jako teenager začal pracovat a hrál basketbal, fotbal a běhal atletiku na střední škole v Hackensacku. Doufal, že bude hrát v Národní basketbalové asociaci, dokud ho při práci hlídače auta nepřejelo auto.
Smalls se krátce věnoval kariéře rappera a krátce koncertoval s Meekem Millem, ale pak toho nechal, aby uživil své děti řadou zaměstnání, mimo jiné v letech 2012 až 2015 ve Walmartu, Home Depotu a na stadionu MetLife. Smalls také pracoval jako skladník ve společnostech FedEx a Target. Navštěvoval komunitní vysokou školu.

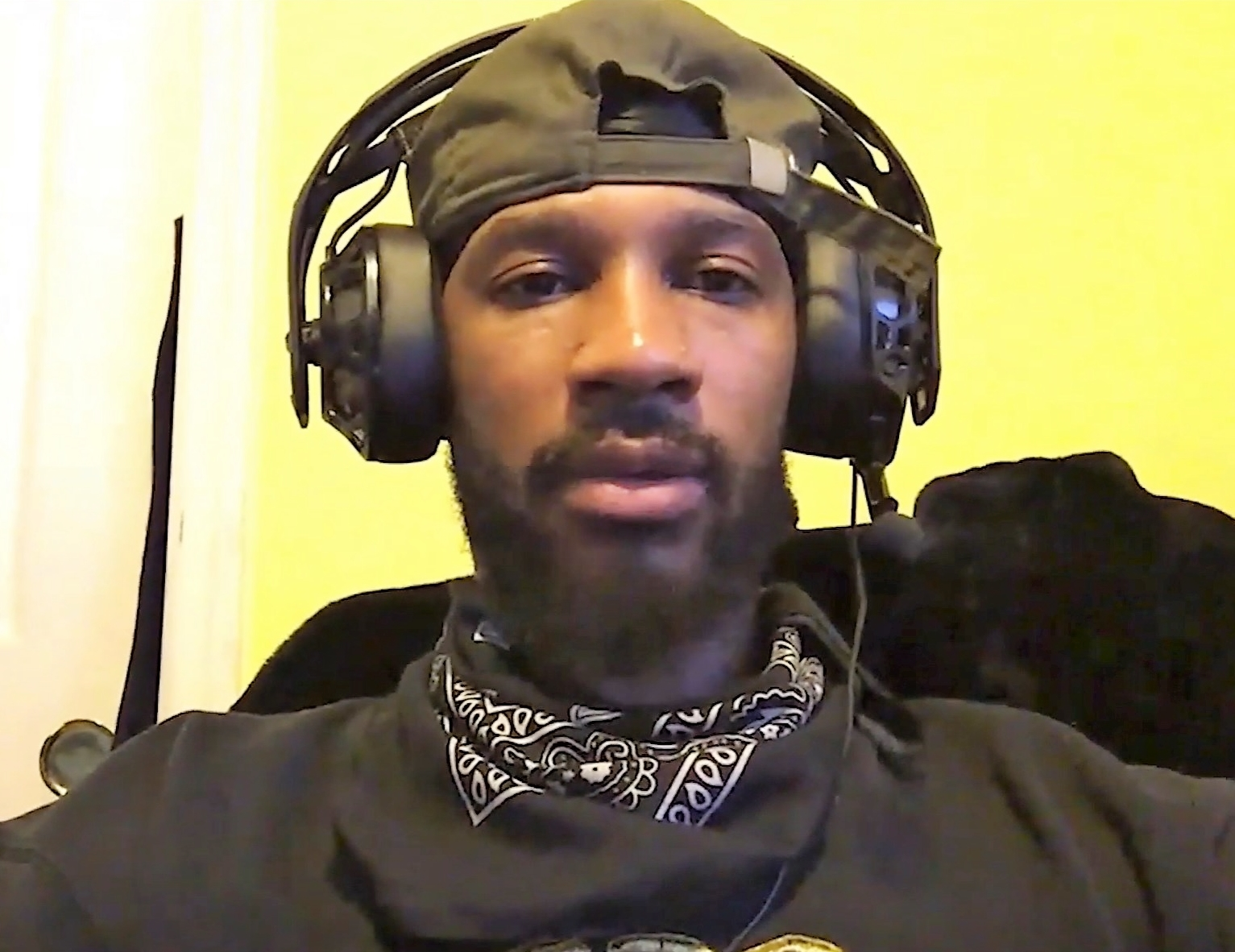
Smalls v roce 2020

### 2015 až 2020

#### Práce v Amazonu
Smalls nastoupil do Amazonu v roce 2015 jako sběrač v New Jersey. Krátce přešel do skladu v Connecticutu, kde byl propuštěn a po odvolání znovu přijat. Po otevření skladu na Staten Islandu (JFK8) v roce 2018 pracoval jako asistent manažera. Smalls uvedl, že byl přeložen kvůli dobrým výsledkům, ale během své kariéry se 49krát ucházel o vedoucí pozice a nikdy nebyl vybrán k povýšení, což podle něj odráží systémovou rasovou diskriminaci, kterou ve společnosti pozoroval. Také uvedl, že se mu práce ve společnosti nějakou dobu líbila, dokud nezačal rozpoznávat „hluboké systémové“ problémy ve společnosti. Tvrdí, že společnost Amazon má problémy s bezpečnostními protokoly, přičemž uvádí úrazovost, ageismus, sexismus, rasismus a diskriminaci ze strany předáků. Společnost Amazon uvedla, že „netoleruje diskriminaci ani obtěžování v žádné formě“ a že pracuje na snížení úrazovosti a že „chce, aby (zaměstnanci) byli zdraví a v bezpečí“.

#### Propuštění a stávka
Smalls se obrátil na místní politiky, zdravotnické úředníky a personální oddělení společnosti Amazon poté, co bylo jeho extrémně nemocnému kolegovi umožněno přijít do práce s příznaky nemoci, zatímco čekal na výsledky testu na covid-19. Personální oddělení podle něj nepodniklo žádné kroky. Dne 30. března 2020 Smalls spolu s Derrickem Palmerem, dalším pracovníkem JFK8, zorganizovali stávku na protest proti bezpečnostním protokolům společnosti Amazon během pandemie covidu-19 a vyzvali společnost k dočasnému uzavření JFK8. Zpochybnil osobní ochranu a nedostatečný sociální odstup společnosti. Samotný Smalls byl pozitivně otestován 11. března 2020, ale byl informován až 28. března 2020, což ho přimělo k podání stížnosti na Ministerstvo zdravotnictví státu New York.
Ve stejný den, kdy došlo ke stávce, byl Smalls společností Amazon propuštěn. Senior viceprezident společnosti pro politiku a tisk, bývalý tiskový mluvčí Bílého domu Jay Carney, na Twitteru prohlásil, že Smalls porušil zásady společnosti týkající se sociálního distancování a že byl v době, kdy uspořádal stávku, v placené čtrnáctidenní karanténě poté, co byl vystaven kontaktu s někým, kdo byl pozitivně testován na covid-19. Karanténa by však skončila 25. března 2020, pokud by ji společnost zahájila během inkubační doby.

#### Reakce politiků a političek
Letitia James, generální prokurátorka státu New York, obvinila společnost Amazon z nezákonného propuštění Smallse a později nařídila prošetření celé záležitosti poté, co počáteční vyšetřování odhalilo „mrazivý efekt“ propuštění. James při vyšetřování zjistila, že společnost propustila Smallse nezákonně, a podala návrh na soudní příkaz, který by společnost Amazon přinutil dělníka znovu zaměstnat.
Bill de Blasio, starosta New Yorku, a senátor Bernie Sanders označili výpověď za „ostudnou“. De Blasio nařídil městskému komisaři pro lidská práva, aby Smallsovo propuštění prošetřil, a Jamesová vyzvala Národní radu pro pracovní vztahy (NLRB), aby propuštění prošetřila. Devět senátorů, včetně Elizabeth Warren, zaslalo společnosti dopis, v němž požadovali více informací o Smallsově výpovědi spolu s výpověďmi dalších tří whistleblowerů. Nejvýznamnější odboroví předáci v zemi zaslali dopis Jeffu Bezosovi, generálnímu řediteli společnosti Amazon, v němž požadují, aby byl Smalls znovu přijat do zaměstnání. Tim Bray, bývalý viceprezident Amazon Web Services, kvůli propouštění podal výpověď a ve svém blogovém příspěvku citoval: „Určitě je náhoda, že každý z nich je barevný, žena nebo obojí, že?“.
Dne 2. dubna 2020 unikla do časopisu Vice poznámka z každodenní porady s Jeffem Bezosem, v níž se o Smallsovi hovoří jako o „nechytrém a nevyhraněném“. Poznámka pocházela od hlavního právního zástupce Amazonu Davida Zapolského, který dále nabádal, že by bylo dobré pro vztahy s veřejností udělat ze Smallse „tvář celého odborového/organizačního hnutí“ a „rozvrhnout argumenty“, proč je Smallsovo chování „nemorální, nepřijatelné a pravděpodobně nezákonné“. Smalls označil poznámky za rasistické. Zapolsky popřel, že by v době svých výroků věděl, že Smalls je černoch a vydal prohlášení, v němž uvedl, že je „frustrovaný a rozrušený“ z toho, že pracovník Amazonu „ohrožuje zdraví a bezpečnost ostatních“.
Kongresmanka USA Alexandria Ocasio-Cortez prohlásila: „Snaha společnosti Amazon očernit Chrise Smallse, jednoho z jejich vlastních skladníků, jako 'neinteligentního nebo nevyhraněného' je rasistická a třídní PR kampaň.“ Amazon v reakci na snahy o odborovou organizaci zaměstnanců utratil přes 4 miliony dolarů.

### 2020–současnost

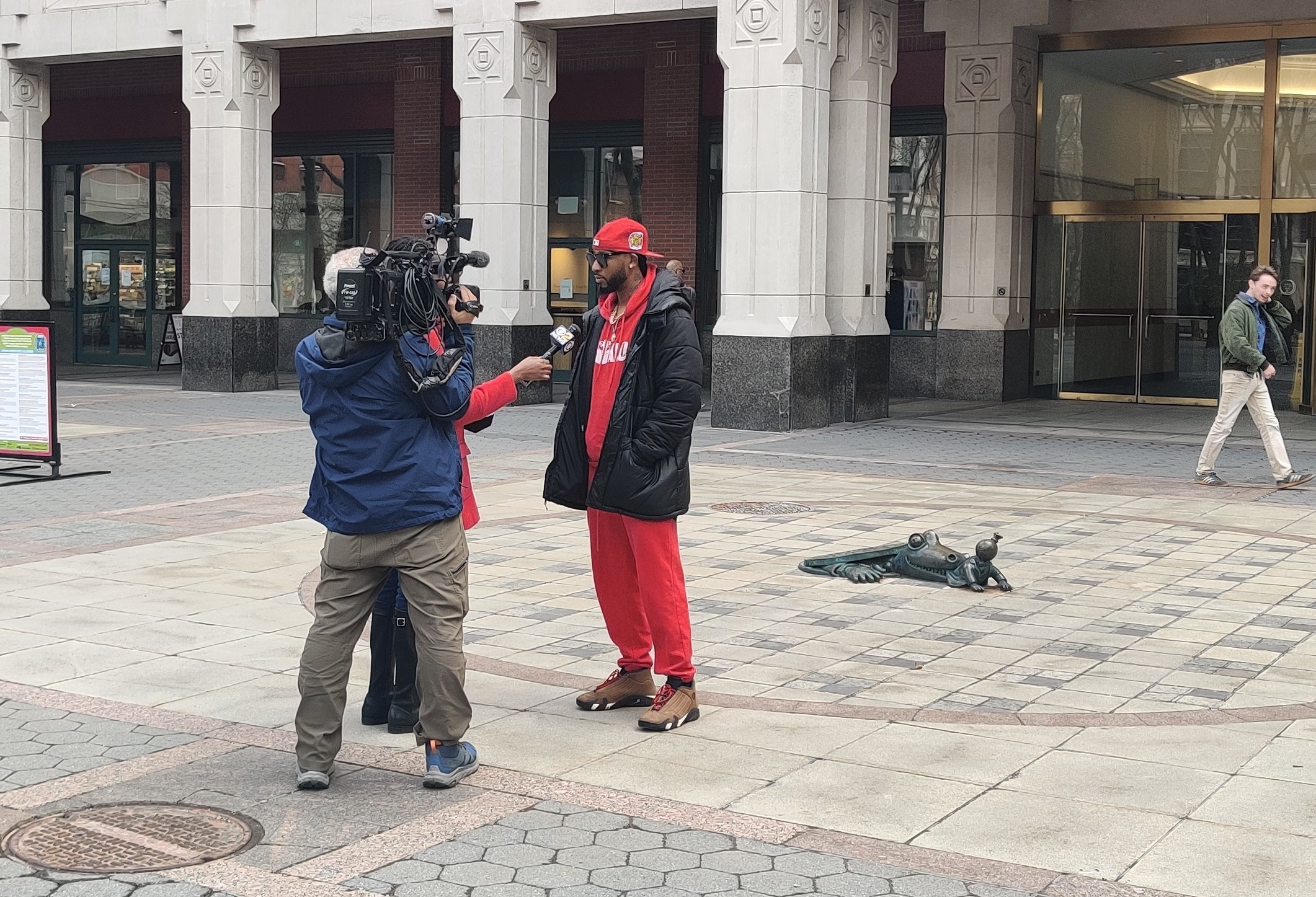
Chris Smalls dává rozhovor reportérům

#### Kongres základních pracovníků
Po propuštění ze společnosti Amazon v roce 2020 založil Smalls odborovou aktivistickou skupinu The Congress of Essential Workers (TCOEW). Dne 1. května 2020 Smalls a TCOEW pomohli zorganizovat prvomájovou stávku ve společnostech Amazon, Target, Walmart a dalších velkých firmách po celé zemi. Dne 5. října 2020 skupina uspořádala protestní akci Prime Day, při níž asi 100 lidí pochodovalo z Will Rogers Memorial Park k Bezosovu sídlu v hodnotě 165 milionů dolarů v Beverly Hills v Kalifornii a žádalo zvýšení platu o 2 dolary na hodinu.

#### Amazon Labor Union
Dne 20. dubna 2021 založil Smalls první odborovou organizaci ve společnosti, Amazon Labor Union (ALU), kterou podpořila i jeho odborová aktivistická skupina TCOEW. Podle něj je odborová organizace důležitá pro jistotu zaměstnání, mzdy, placené volno a zdravotní dovolenou. Smalls uvedl, že dva z organizátorů, současní zaměstnanci Amazonu, žijí v autě. Mluvčí Amazonu řekl, že odbory by stály v cestě vyjednávání zaměstnanců. Smalls také uvedl, že společnost má invazivní sledování zaměstnanců, aby monitorovala jejich čas, aby mohla hodnotit výkon a určovat dobu přestávek. Amazon uvedl, že „nestanovuje nepřiměřené výkonnostní cíle“, ale společnost byla pokutována washingtonským ministerstvem práce a průmyslu za „systémy monitorování a disciplíny“ v přímé souvislosti s poruchami pohybového aparátu na pracovišti.
Za účelem shromáždění podpisů pro autorizační hlasování odborů postavila společnost Smalls vedle zastávky veřejné dopravy poblíž JFK8 stan s nápisem „Podepište zde své autorizační karty“. Obvinil společnost z antikampaně, včetně vyvěšování protiodborových nápisů na toaletách, zasílání protiodborových textových zpráv zaměstnancům, sledování organizujících se pracovníků a pořádání povinných schůzí s protiodborovými „nepravdami“, jako například, že podpisem autorizační karty „se vzdáváte práva mluvit sami za sebe“. Smalls také tvrdil, že Amazon své zaměstnance varuje před drahými odborovými příspěvky a obtěžuje a zastrašuje zaměstnance.
Smalls uvedl, že proti tlaku proti odborům bojuje tím, že jej odhaluje veřejnosti a poskytuje proodborové zprávy, jako například že „zaměstnanci v odborech vydělávají v průměru o 11 000 dolarů ročně více než zaměstnanci bez odborů“, což je částka mnohem vyšší než průměrné náklady na odborové příspěvky.
26. ledna 2022 ALU oznámila, že dosáhla dostatečného počtu podpisů pro podání petice k NLRB. Hlasování proběhlo v březnu 2022, ve stejnou dobu jako neúspěšné hlasování v jiném skladu Amazonu v Bessemeru v Alabamě, které vedla dělnice Jennifer Bates.
Dne 1. dubna 2022 hlasovali zaměstnanci v JFK8 ve prospěch odborů v poměru 2 654 ku 2 131. Smalls před davem dělníků prohlásil, že „jsme udělali vše, co bylo třeba, abychom se s těmito zaměstnanci spojili“ a „doufám, že teď všichni dávají pozor, protože spousta lidí o nás pochybovala“.

## Osobní život
Smalls byl sedm let ženatý a má tři děti. Často je vídán v oblečení ve stylu hiphopové kultury a prohlásil, že kritika jeho vzhledu jej „opravdu motivuje k tomu, abych se dál oblékal tak, jak se oblékám, protože chci, abyste všichni pochopili, že nejde o to, jak vypadám“ a že „kdyby měl kandidovat na prezidenta, vypadal by přesně takhle...vstoupil by do Bílého domu s Jordanami na nohou, protože takový je jako člověk“.
Smalls je aktivní na Twitteru, kde tweetuje o ALU a dalších otázkách odborů.